# CUB
CUB și CUB-Z (Calculator Universal de Birou) au fost două mărci de calculatoare produse la I.C.E. Felix București în anii 80. Primul avea un procesor 8080, iar al doilea - Z80A, de aici și adăugirea Z. Unul dintre cele mai reușite modele produse de această firmă, CUB-Z a fost accesibil pentru utilizare largă în perioada 1987-1989, după care a fost înlocuit de modelul HC-88. CUB și CUB-Z au fost utilizate în gestiune, învățământ, birotică, proiectare asistată de calculator etc.

## CUB
Calculatorul CUB, echipat cu un microprocesor 8080, este alcătuit dintr-o unitate centrală realizată pe o plachetă, un monitor alfanumeric, o tastatură convențională și 1 sau 2 unități de discuri flexibile, simplă densitate. În continuare vor fi date câteva detalii despre fiecare dintre acestea.
Unitatea centrală dispune de o memorie de maxim 64 kB, dintre care 2-16 kB sunt folosiți pentru programe de autotestare și monitor.
Ecranul monitorului poate afișa 24 de linii a câte 80 de coloane, astfel că ecranul este împărțit în zone de 5 × 7 puncte. Caracterele pot fi afișate normal, în video invers, sau cu intensitate reglabilă.
Tastatura de tip QWERTY are 78 de taste, dintre care unele au rol de taste cu funcție programabilă prin software.
Mediile externe de stocare a datelor sunt reprezentate de una sau două unități de disc flexibil de 5¼" sau 8" ce totalizează o capacitate de memorare de 512/1024 kB (dublă față, densitate simplă).
Imprimanta opțională este matricială, putând tipări 132 coloane cu o viteză de 150 car/s.
Sistemul de operare (CP/M monoutilizator, monotask) permite implementarea limbajelor BASIC, PASCAL, COBOL etc.

## CUB-Z
Calculatorul consta din modulul ce conținea monitorul TV (afișaj monocrom verde pe fundal negru) conectat prin cabluri panglică de unitatea floppy (2 unități - 3½" sau 5¼" - în aceeași carcasă). Echipat cu unități de disc de 3½" calculatorul CUB-Z prezenta o construcție superioară față de M118, prin volumul mult redus ca și prin performanțele superioare oferite de microprocesorul Z80 (față de 8080 ce echipa M118).
Programul monitor (echivalent al BIOS) era avansat față de alte sisteme românești comparabile (M118). Calculatorul era dotat cu un circuit simplist de sinteză a sunetului, programabil prin rutine monitor. Posibilitățile grafice, erau comparabile cu ale lui M118, accesibile prin aceleași rutine monitor. De asemenea, putea comunica cu alte sisteme prin interfața serială (folosind programul Kermit).

Consola CPP 300

Calculatorul CUB-Z împreună cu consola de programare portabilă CPP 286 sau 300 permite înscrierea, corectarea arhivarea și validarea programelor pentru automate programabile din familia automatelor programabile într-un mod mult mai simplu și eficient. CUB-Z permite simularea offline a programelor-utilizator, precum și execuția online a acestora.